# 六条通

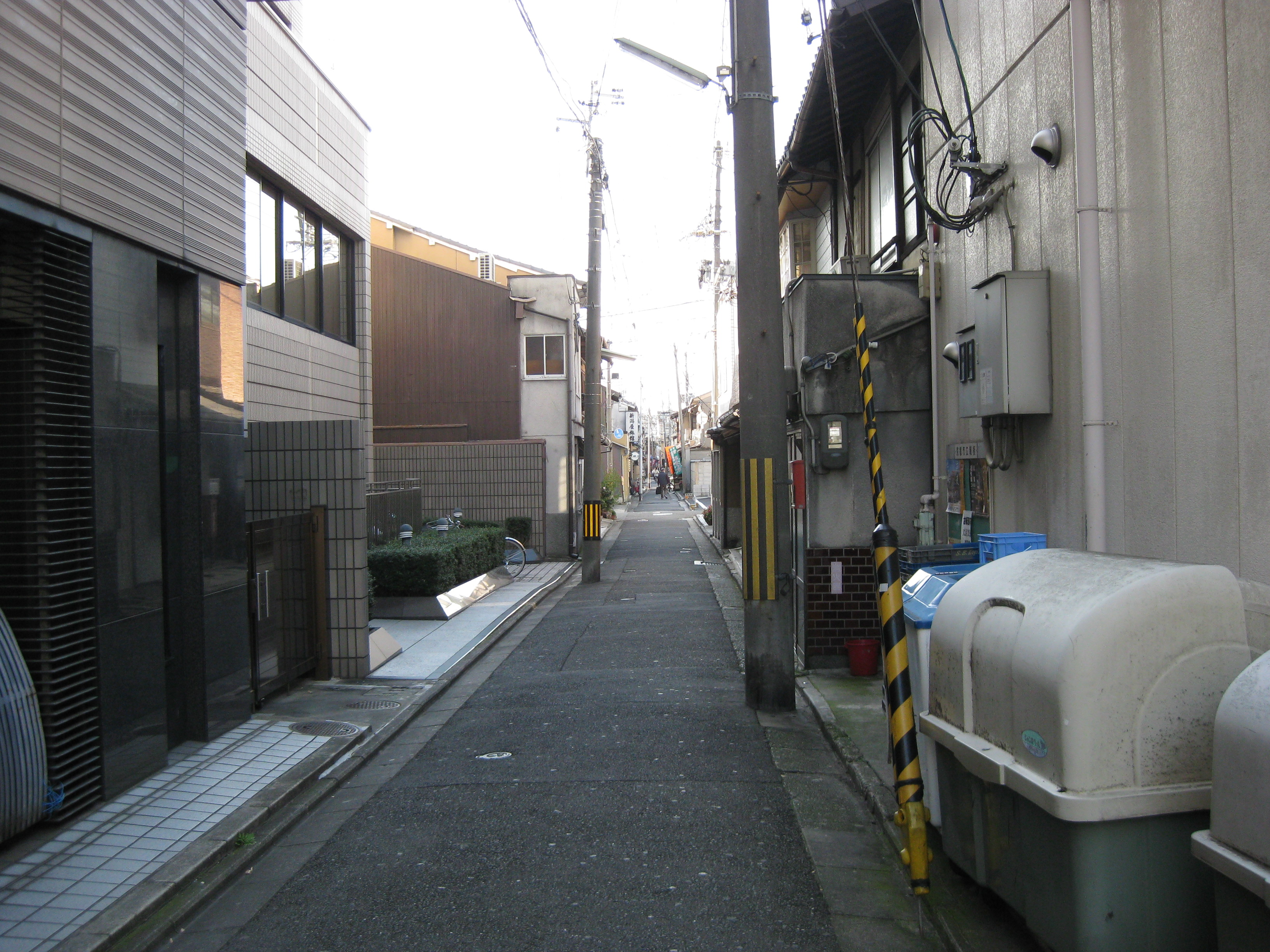
六条通（烏丸通との交差点付近から西方面を望む）

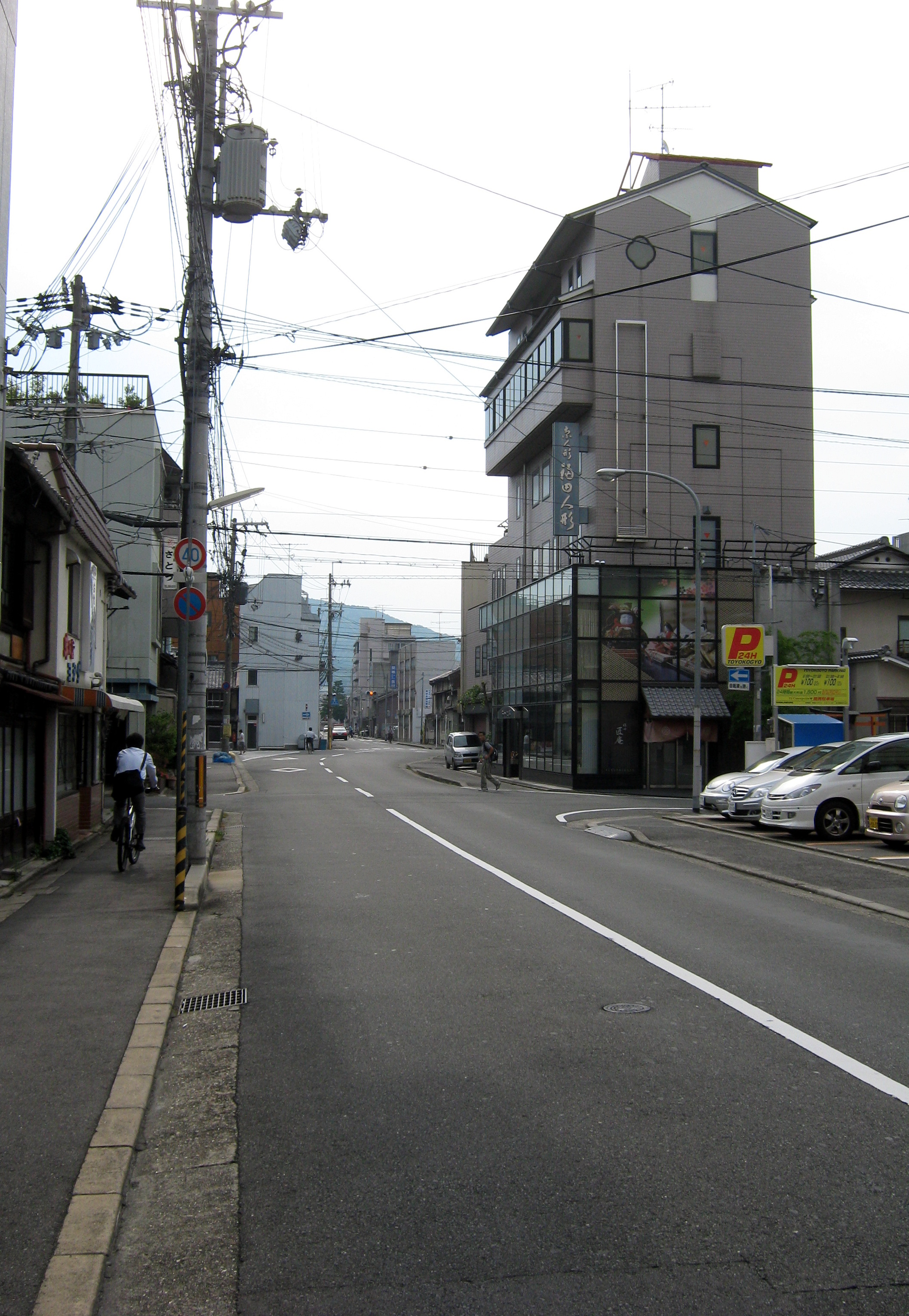
烏丸通との交差点付近から東方面を望む、二車線

六条通（ろくじょうどおり）は京都市の東西の通りの一つ。東は河原町通から西は堀川通まで、楊梅通や的場通の南で花屋町通の北にある。平安京の六条大路にあたる。

## 概要
同様に条数を名前に持ち、平安京の大路に由来する三条通・四条通・五条通・七条通が幹線道路になっているのに対し、現在の六条通は生活道路である。
河原町通と烏丸通の間の新六条通では2車線あるものの、烏丸通から西、堀川通までは自動車はおろか原付バイクの離合(すれ違い)さえ困難を来たすほど細くなっている。また、東洞院通から富小路通の間は、北側に旧六条通があり、烏丸通以西と同様に細い通りとなっている。
新町通から油小路通までは小規模な商店街となっている。これは、東西の通りを覚える歌（京都市内の通り参照）に歌われる魚の棚通の名残りであり、錦小路通と同様に往時の店が建ち並んだ道幅を継承しているからである。
西本願寺の聞法会館・駐車場（旧・本圀寺寺地）をはさんで西の延長上、大宮通から先坊城通までにある通りは丹波口通となっている。また、更にその西の延長上、平安京の右京にあたる御前通から西の区間（阪急京都線との交点まで）の区間には新城南宮道がある。
1. ↑  正確には、新城南宮道は六条大路推定地よりやや北側にある。

## 沿道の主な施設
- ひと・まち交流館 京都
- 長講堂 - 元六条御所